# سبنسر بلدمان
سبنسر بلدمان (بالإنجليزية: Spencer Boldman)‏ مواليد 28 يوليو 1992 في دالاس، الولايات المتحدة، هو ممثل أمريكي بدأ مسيرته الفنية عام 2009.

## الأعمال
- 21 شارع جامب
- آي كارلي
- جيسي

## وصلات خارجية
- سبنسر بلدمان على موقع IMDb (الإنجليزية)
- سبنسر بلدمان على موقع روتن توميتوز (الإنجليزية)
- سبنسر بلدمان على موقع قاعدة بيانات الفيلم (الإنجليزية)